# Xysticus austrosibiricus
Xysticus austrosibiricus är en spindelart som beskrevs av Dmitri Viktorovich Logunov och Yuri M. Marusik 1998. Xysticus austrosibiricus ingår i släktet Xysticus och familjen krabbspindlar. Inga underarter finns listade i Catalogue of Life.